# ماتولا
ماتولا (بالإنجليزية: Matola)‏ هي مدينة، تتبع Maputo Province ‏، هي عاصمة Maputo Province ‏، بلغ عدد سكانها 675422 نسمة.

## مدن توأم
المدن التوأم:
- فيسيو
- لوريس
- Alvaiázere [الإنجليزية]‏.